# Soteskanje
Soteskanje oziroma kanjoning je izraz, ki opisuje zunanjo adrenalinsko športno aktivnost, ki se odvija v kanjonih (koritih) in soteskah gorskih rek.
Izraz vključuje aktivnosti kot so plavanje, drsenje in skakanje v tolmune ter plezanje po slapovih. V Sloveniji je to že zelo dobro razvita panoga športnega turizma, predvsem na območju Julijskih Alp na raki Soči in drugih gorskih rekah.
Za soteskanje se praviloma uporablja neoprenska obleka in čevlji, plezalne vrvi in čelada. Prav tako mora biti ob nepoznavalcu prisoten vodnik.
Mnogokrat je soteskanje izvedeno v oddaljenih kotičkih, zato zahteva dobre navigacijske sposobnosti in iznajdljivost.

### Soteskanje v Sloveniji
Dolina Soče ponuja od najbolj osnovnih in nezahtevnih kanjonov (Sušec, Pršjak) do malo bolj zahtevnih (Kozjak, Fratarica) do takih, ki zahtevajo predhodno znanje in veščine (Predelica, Globoški potok). 
Tudi Sava Bohinjka ponuja nekaj lokacij za soteskanje in sicer Grmečico ter Jerečico. 

### Soteskanje po svetu
Število držav, ki ponujajo soteskanje v gorskih kanjonih, se vsako leto veča.
V Aziji je dejavnost razvita na Japonskem in v Tajvanu, v Evropi je zelo priljubljena v Združenem kraljestvu, kjer je po soteskanju zelo znano mesto Cornwal
l. Popularne destinacije za soteskanje so tudi Švica, Španija in Portugalska ter seveda tudi Slovenija.
V ZDA se bolj kot canyoning uporablja izraz canyoneering. Dejavnost je zelo razvita na območju Sierre Nevade ter Rocky Mountain-a. Pogosta je tudi v kanjonih Blue Mounatins nacionalnega parka v Avstraliji.

### Nevarnosti
Soteskanje je lahko precej nevaren šport, mnogokrat naravni pogoji zahtevajo iznajdljivost, pazljivost in precej poguma. Mnogokrat je potrebno reševanje, ki je zaradi nedostopnosti številnih kanjonov lahko precej dolgo. V soteskah, kjer je vodni tok zelo močan ali pa je zelo strm naklon, je nujno potrebno alpinistično znanje, obvladovanje vrvne tehnike ter fizična moč. Prav tako je nevarna erozija, ki povzroča krušenje stene in odpadanje kamnov.